# Winnie Harlow
Chantelle Whitney Brown-Young (Toronto, 27 de julho de 1994), mais conhecida profissionalmente como Winnie Harlow, é uma modelo e porta-voz do vitiligo canadense. Ela ganhou destaque em 2014 como participante do vigésimo primeiro ciclo da série de televisão americana America's Next Top Model.

## Infância
Harlow é filha de um imigrante Jamaicano. Aos quatro anos de idade foi-lhe diagnosticada a doença de pele Vitiligo, em que aparecem manchas brilhantes devido à degradação dos pigmentos na pele. Durante sua infância, sofreu preconceitos que a levou a pensamentos suicidas, além de depressão.

## Carreira
Aos 19 anos de idade ela participou da 21ª temporada da America's Next Top Model onde ela ficou conhecida de um grande público.
Em setembro de 2014 ela se apresentou no London Fashion Week para a estilista Ashish. Em Novembro de 2014 foi lançado o videoclipe "Guts Over Fear" de Eminem no qual ela participou.
No Canadá, Harlow é o rosto de uma campanha de empresa Desigual e está a contribuir para uma campanha de Diesel. Em Fevereiro de 2015 atuou para a Desigual na New York Fashion Week. Em 2016, ela contribuiu para o álbum "Lemonade" de Beyoncé.

## Reconhecimento
Em dezembro de 2016, foi eleita uma das 100 mulheres mais influentes do mundo pela BBC.